# Caradrina clara
Caradrina clara là một loài bướm đêm trong họ Noctuidae.